# بريساك (كيبك)
بريساك (بالإنجليزية: Preissac, Quebec)‏ هي معلم جغرافي و بلدية محلية في كيبيك تقع في كندا في Abitibi Regional County Municipality. يقدر عدد سكانها بـ 786 نسمة ومساحتها 495.10 كم2 .